# Kali (Zadar)
Pour les articles homonymes, voir Kali.
Kali est un village et une municipalité situés sur l'Île d'Ugljan, dans le comitat de Zadar, en Croatie. Au recensement de 2001, la municipalité comptait 1 731 habitants, dont 98,96 % de Croates ; en 2001, la municipalité et le village étaient confondus.

## Histoire
Sous administration italienne, au XIXe siècle, a ville de Kali a porté les noms de Calle et Kale.

## Localité
La municipalité de Kali ne compte qu'une seule localité, le village éponyme de Kali.

## Culture
Marins habitués à circuler sur la Méditerranée et sur d'autres mers, ayant longtemps été sous administration vénète puis italienne, les habitants de Kali parlent un dialecte très caractéristique du dalmate nommé le kualjski, qui est parfois difficile à comprendre pour les habitants du continent.

## Activités

### Activités économiques
Ses ports, sa thonnerie et sa population de pêcheurs réputés dans le monde entier en font une localité moins touristique que le reste de l'île, maintenant notamment une activité économique hors de la saison estivale.
Les principales activités sont : la pêche, la pisciculture, le tourisme, la production d'huile d'olive, la batellerie et l'agriculture maraichère.

### Activités culturelles
Chaque année à la pleine lune fin juillet ou en août, une « fête des pêcheurs » (ribarska noć) très populaire est organisée. Le vieux village est situé sur une colline surplombant le vieux port. Ses rues étroites sont constituées de maisons traditionnelles en pierre. L'église est dédiée au patron de la ville Saint Laurent (Sveti Lovre). Il est fêté chaque année en août par une procession religieuse.

## Port Lincoln
De nombreux pêcheurs originaires de Kali ont émigré à Port Lincoln, en Australie, où ils forment une importante communauté. Cette ville, surnommée par la presse le port des pêcheurs millionnaires, popularisée par les thoniers d'origine dalmate Tony Santic et Sime Sarin, entretient un lien avec Kali et y est responsable d'un afflux d'argent important. Tony Santic a d'ailleurs décidé d'y acquérir une propriété.

#### Liens économiques
- Site de l'atelier naval
- Site de la thonnerie